# Никульское (Вощажниковское сельское поселение)
Никульское — село Борисоглебского района Ярославской области, входит в состав Вощажниковского сельского поселения.

## География
Расположено на берегу речки Локсимер в 26 км на северо-запад от центра поселения села Вощажникова и в 28 км на север от райцентра посёлка Борисоглебский. 

## История
Церковь села Никульского воздвигнута в 1796 году на средства московского купца Тимофея Доронина. Престолов в ней было два: Воскресения Христова и Введения во храм Пресвятой Богородицы.
В конце XIX — начале XX село входило в состав Неверковской волости Угличского уезда Ярославской губернии.
С 1929 года село входило в состав Неверковского сельсовета Борисоглебского района, с 2005 года — в составе Вощажниковского сельского поселения.

## Население
| 1859 | 1914 | 2007 | 2010 |
| ---- | ---- | ---- | ---- |
| 238  | ↗317 | ↘0   | →0   |

## Достопримечательности
В селе расположена недействующая Церковь Воскресения Словущего (1796). 